# فلوه
فلوه شهری در شهرستان تانسیلا در استان بانوا در بورکینافاسوی غربی است و جمعیت آن ۱۴۴ نفر است.